# Dubh Loch Beag
Dubh Loch Beag ist ein Süßwassersee in der schottischen Council Area Highland beziehungsweise in der traditionellen Grafschaft Sutherland. Er ist nicht zu verwechseln mit seinem Schwestersee Dubh Loch Mór, der zwei Kilometer nördlich liegt.

## Beschreibung
Der See liegt auf einer Höhe von 396 Metern über dem Meeresspiegel im Südwesten der dünn besiedelten Region Sutherland. Vor seinem Nordufer erheben sich der 868 Meter hohe Carn nan Conbhairean, vor dem Ostufer der 715 Meter hohe Meall an Aonaich. In der äußerst dünn besiedelten Region Assynt gelegen, sind seine Ufer unbesiedelt. Die nächstgelegene Siedlung ist der neun Kilometer nordwestlich am Loch Assynt gelegene Weiler Inchnadamph. Dubh Loch Beag ist nicht durch Straßen erschlossen. Sechs Kilometer östlich verläuft ein unbefestigter Weg. Die nächstgelegene befestigte Straße ist die sieben Kilometer westlich verlaufende A837.
Der Dubh Loch Beag weist eine maximale Länge von 0,60 Kilometern bei einer maximalen Breite von 0,42 Kilometern auf, woraus sich eine Seefläche von 16 Hektar und ein Umfang von zwei Kilometern ergeben. Die mittlere Tiefe des Dubh Loch Beag beträgt 5,9 Meter, woraus ein Volumen von 969.687 Kubikmetern resultiert. Sein Einzugsgebiet umfasst 134 Hektar und besteht zu etwa 56 % aus Heide- und Graslandschaften, während Grundwasser 12,4 % des Zuflusses ausmacht. Das Einzugsgebiet erstreckt sich im Wesentlichen nach Norden und umfasst die Südhänge des Carn nan Conbhairean. Der See verfügt über verschiedene unbenannte Zuflüsse. Vom Südwestufer fließt der Allt an Dubh Loch Beag ab, der in den Oykel entwässert. Dieser erweitert sich an der schottischen Ostküste zum Kyle of Sutherland, der sich in den Dornoch Firth ergießt.